# Abeokuta North
Abeokuta North è una delle venti aree a governo locale (local government areas) in cui è suddiviso lo stato di Ogun (stato), nella Repubblica Federale della Nigeria.
Si estende su una superficie di 808 km² e conta una popolazione di 201.329 abitanti.